# Gustavo Bueno Martínez
Gustavo Bueno Martínez (Santo Domingo de la Calzada, La Rioja, 1 de setembre 1924 - Niembro (Llanes), Astúries, 7 d'agost de 2016) va ser un filòsof espanyol.
Bueno va estudiar a Saragossa i Madrid. Va ser catedràtic de filosofia a l'Institut d'ensenyament mitjà de Salamanca i el 1960 va obtenir la càtedra de Fonaments de Filosofia i història dels sistemes filosòfics de la Universitat d'Oviedo, on va exercir com a professor durant bastants anys.
Entre les característiques predominants de la filosofia de Bueno destaquen la defensa de la filosofia acadèmica i la seva orientació marxista escolàstica, sovint amb un caràcter polèmic. El seu pensament s'enfronta principalment amb la crítica filosòfica de les ciències humanes, elaborant models gnoseològics del funcionament de les ciències i la construcció d'un marc ontològic materialista, replantejant la temàtica del materialisme dialèctic. D'aquesta manera, Bueno reinterpreta de forma crítica la història de la filosofia des de la perspectiva materialista. La seva influència en el pensament filosòfic actual ha anat acompanyada, sovint, per la controvèrsia i la incomprensió.
Oposant-se a les tesis de Sacristán sobre l'ensenyament i el paper de la filosofia, Bueno va defensar la funció d'aquesta com un element en el conjunt del saber, des d'una perspectiva marxista. Des de 1970, va desenvolupar el sistema filosòfic denominat «materialisme filosòfic». La seva obra s'ha construït en constant intercanvi amb les ciències i la història de la filosofia. Bueno és autor de nombrosos llibres i articles sobre ontologia, filosofia de la ciència, història de la filosofia, antropologia, filosofia de la religió, filosofia política, ateisme i televisió, entre altres temes. És pare del també filòsof Gustavo Bueno Sánchez.
A Espanya, és especialment conegut per la seva participació en debats públics i la seva aparició en programes de televisió. Alguns dels seus llibres han assolit notable difusió. La seva obra ha donat lloc a un gran nombre de tesis doctorals i articles de seguidors i detractors, i al voltant seu es publiquen les revistes El Basilisco i El Catoblepas. L' Escola de Filosofia d'Oviedo es reuneix habitualment a la Fundació Gustavo Bueno, situada a la mateixa ciutat. Alguns dels seus llibres s'han traduït a l'alemany, a l'anglès i al xinès.
Un aspecte important de la seva trajectòria ha estat la defensa de la nació espanyola, reivindicant la idea d'imperi i la noció d'"Hispanitat", en contraposició a la integració europea i a l'estat de les autonomies, model que va rebutjar amb rotunditat. La seva síntesi filosòfica incorpora elements de la tomística i l'escolàstica espanyola, però sobretot aporta un discurs contundent en contra dels processos de descentralització o de simple recuperació de les cultures no castellanes, cosa que segons ell comporta greus perills per la unitat nacional espanyola. En aquest sentit, cal constatar la seva oposició a la reivindicació de la llengua asturiana, negant-ne la seva existència i essent un dels membres fundadors de l'organització "Amigos de los bables", dedicada a oposar-se a la normalització de l'asturià.
El 10 de maig de 1997 la seva ciutat d'origen, Santo Domingo de la Calzada, el nomenà Fill Predilecte.
Gustavo Bueno va morir el 7 d'agost de 2016, dos dies després que la seva dona, Carmen Sánchez Revilla, patrona de la Fundació Gustavo Bueno. Tots dos van morir a Niembro (Llanes), la seva població de residència.

## Materialisme Filosòfic
El Materialisme Filosòfic (altrament, FiloMat) és una doctrina sistemàtica sobre l'estructura de la realitat, caracteritzada per la seva oposició al materialisme monista (propi del Diamat) i a l'idealisme o espiritualisme monistes d'encuny teològic. El materialisme filosòfic és un pluralisme de signe racionalista, que postula, no obstant això, la unicitat del món com a desenvolupament d'una matèria ontològica general que no es redueix al món empíric. El materialisme filosòfic nega, contra el monisme continuista, i d'acord amb el principi de la symploké, que “tot tingui influència en tot”, i nega, contra l'atomisme pluralista, “que no res tingui influència en no res”.
El materialisme filosòfic per ventura solament té en comú amb el materialisme tradicional la negació de l'espiritualisme, és a dir, la negació de l'existència de substàncies espirituals. És cert que quan aquestes substàncies espirituals es defineixen com no materials no s'avança gens en la definició del materialisme, ja que no es fa altra cosa sinó postular la realitat d'unes substàncies no materials, però sense definir-les prèviament. I si en lloc de definir les substàncies espirituals com a substàncies immaterials es defineixen com incorpòries, s'està pressuposant que el materialisme és un corporeisme, tesi que rebutja de pla el materialisme filosòfic, en tant que admet la realitat d'éssers materials però incorporis (la distància entre dos cossos és sens dubte una relació real, tan real com els cossos entre els quals s'estableix, però no és corpòria, ni tampoc “mental”).
Per això, el materialisme filosòfic veu necessari, per trencar el cercle viciós (substància espiritual és la substància no material, i substància material és la no espiritual), acudir a una tercera Idea, a saber, la Idea de la Vida, definint la substància espiritual com a substància vivent incorpòria. El materialisme, en general, podria definir-se com la negació de l'existència i possibilitat de substàncies vivents incorpòries.
Aquesta definició de materialisme permet incloure l'atomisme de Demòcrit; però l'atomisme de Demòcrit és un corporeisme, ja que identifica allò incorpori com el no-Ser, amb el buit; per això el materialisme filosòfic no té res a veure amb el materialisme de Demòcrit, renovat als segles XVII i XVIII en una concepció que va bloquejar el desenvolupament de la ciència moderna i especialment la Química, la qual solament va poder seguir endavant “trencant” l'àtom. Però, a part de Demòcrit, el materialisme tradicional es va desenvolupar com a monisme materialista corporeista, i aquest és el fet més estès als segles xix i xx (Büchner, Moleschott, Ostwald, Haeckel, Marx, Engels, Monod, etc.). El materialisme filosòfic, per tant, té molt poc que veure amb aquest materialisme tradicional. El materialisme filosòfic comença negant el monisme i el corporeisme.
Nega el monisme, ja que defensa el pluralisme ontològic, pluralisme que no es redueix al reconeixement de les diferències entre els éssers, sinó a l'afirmació que entre aquests hi ha discontinuïtats irreductibles (acollint-se al principi de discontinuïtat implicat en la symploké platònica, segons la qual “no tot està relacionat amb tot”); i en això es diferencia del monisme materialista tradicional, que, igual que el monisme teològic monoteista, defensa que "tot està relacionat amb tot".
Nega el corporeisme perquè la matèria del món s'estratifica en tres gèneres de materialitat (no en tres mons) denominats matèria primogenèrica (corpòria, com els sòlids, o incorpòria, com les ones electromagnètiques), matèria secundogenèrica (com les operacions dels subjectes, els projectes i plans socials o polítics dels homes, els records, els desitjos o les voluntats, o un dolor d'apendicitis) i matèria terciogenèrica (com les relacions expressades en els teoremes geomètrics, com el de Pitàgores o el de Menelau). La matèria del món està disposada en morfologies característiques (que s'anomenen estromes), l'anàlisi de les quals constitueix l'objectiu principal de l'Ontologia especial. El Mundus adspectabilis és el camp de l'Ontologia especial, i no s'entén com una totalitat contínua i uniforme, sinó com una symploké, com una totalitat de continguts discrets (que no són substàncies, ni causes, ni objectes, sinó estromes susceptibles de ser classificats en tres gèneres de materialitat: M1, M2, M3). Per al materialisme filosòfic, la filosofia no és una disciplina particular, al costat d'unes altres, que es defineixi per un camp o domini definit de l'Univers (com pogués ser-ho “el coneixement”, “l'esperit”, “l'ànima”, “Déu”, “la ciència”, “l'home”, “l'educació”, “la Cultura”, etc.). Per al materialisme filosòfic el camp de la filosofia és l'Univers mateix, el Mundus adspectabilis (El meu, en general); aquesta és la raó per la qual es considera inicialment la filosofia com a filosofia mundana. Entorn d'alguna d'aquestes morfologies o estromes, les tecnologies i les ciències categorials formen Conceptes (però aquests conceptes no esgoten la integritat dels dominis, estromes o morfologies i, en conseqüència, no cal suposar que tals morfologies siguin essències megàriques), la confrontació dels quals dona lloc a les Idees que desborden els dominis particulars i s'estenen a diversos o a tots els dominis morfològics del nostre Món.
Les línies més importants del materialisme filosòfic, determinades en funció de l'espai antropològic (en tant aquest espai abasta a el “món íntegrament conceptualitzat” del nostre present), poden traçar-se seguint els tres eixos que organitzen aquest espai, a saber, l'eix radial, l'eix circular i l'eix angular.
Des de l'eix radial, el materialisme filosòfic es presenta com un materialisme cosmològic, mentre que constitueix la crítica (principalment) a la visió del món com a efecte contingent d'un Déu creador que posseís al seu torn la providència i el govern del món (el materialisme còsmic inclou també una concepció materialista de les ciències categorials, és a dir, un materialisme gnoseològic).
Des de l'eix circular, s'aproxima, fins a confondre's-hi, amb el materialisme històric, almenys en la mesura en què aquest materialisme constitueix la crítica de tot idealisme històric i del seu intent d'explicar la història humana en funció d'una “consciència autònoma” des de la qual estigués planejant-se el curs global de la humanitat.
Des de l'eix angular, pren la forma d'un materialisme religiós que s'enfronta críticament amb l'espiritualisme (que concep els déus, els esperits, les ànimes i els númens, en general, com a incorporis), propugnant la naturalesa corpòria i real (no al·lucinatòria o mental) dels subjectes numinosos que han envoltat als homes durant mil·lennis (el materialisme religiós identifica aquests subjectes numinosos corporis amb els animals i es guia pel següent principi: “l'home no va fer els déus a imatge i semblança dels homes, sinó a imatge i semblança dels animals”). El materialisme històric “ampliat” (tridimensional) que es defensa té, amb tot, més afinitat amb el materialisme històric “restringit” que amb el determinisme cultural, a causa de la major afinitat que l'ordre de relacions angulars guarda amb l'ordre de relacions circulars que amb l'ordre de relacions radials. Al cap i a la fi, les relacions circulars podrien interpretar-se com una especificació (per als casos de simetria) de les relacions angulars (les relacions entre els homes podrien veure's com una especificació de les relacions entre els homes i els animals).
El materialisme filosòfic inclou també la crítica a la identificació de l'espai antropològic amb la omnitudo rerum, i aquesta crítica obre el camí de regressus cap a la matèria ontològica general. En efecte, el materialisme filosòfic utilitza també el concepte de Matèria ontològica general com a multiplicitat pura que es presenta en funció del món dels fenòmens, constituïts lisològicament pels tres gèneres de materialitat (primogenèrica, secundogenèrica i terciogenèrica), però morfològicament organitzat segons diferents plataformes (matèria inorgànica, matèria orgànica, matèria vivent, matèria social, matèria etològica, antropològica, institucional) i categories establertes en funció de les ciències positives.

## Fundació Gustavo Bueno
L'objecte de la Fundació és el cultiu de la filosofia, entesa no com un saber autònom que pogués mantenir-se tancat en si mateix o en una suposada saviesa històricament rebuda, sinó com un saber de segon grau, que només troba el seu aliment en l'anàlisi dels sabers científics (especialment, d'índole biològic mèdica, així com els que tinguin relació amb la Història de les ciències, la seva funció actual, etc.), polítics, tecnològics i culturals en general, sabers que es renoven constantment en l'incessant flux del present.

## Polèmiques
Al llarg de la seva vida, Bueno va sostenir nombroses controvèrsies. Com a deixeble del nacionalsindicalista Santiago Montero Díaz, la seva trajectòria ideològica el va dur a abraçar una barreja de totalitarisme de dretes i d'esquerra durant el tardofranquisme, mostrant simpatia per diversos projectes totalitaris, inclosa la Unió Soviètica. Va ser un euròfob declarat. Solia repetir que «Europa es el problema y España es la solución». Va veure Europa com un perill per a la pervivència de la nació espanyola i abominà de la idea que el continent europeu pogués ser el lloc natural de projecció internacional d'Espanya, preconitzant la continuïtat de l'imperi espanyol i de la idea d'"Hispanidad". D'acord amb aquests principis va fer ús d'una diferenciació entre "imperis depredadors" i "imperis generadors" (entre els quals va classificar l'espanyol). Bueno va ser acusat sovint d'haver defensat posicions ultranacionalistes espanyoles i obertament reaccionàries, fins i tot se li va retreure ser un dels precedents ideològics de la revifalla de l'extrema dreta a l'Estat espanyol. Va ser un dels membres del patronat de la Fundación DENAES («para la Defensa de la Nación Española») des de la seva fundació el 2006.
En els seus darrers anys es va posicionar públicament a favor del Partido Popular (PP) en diferents ocasions, fent costat a la candidatura de Mariano Rajoy a la presidència del Govern d'Espanya. Defensà també al PP en candidatures locals.
Així mateix, tant la filosofia de Bueno com la Fundación Gustavo Bueno han servit de "pòsit ideològic" per part de les posicions polítiques del partit Vox. Són destacables, en aquest sentit, els punts de contacte entre l'escola de Bueno i el partit d'extrema dreta, amb un acostament que es va establir també en el tracte personal. El 2001, el seu fill, Gustavo Bueno Sánchez, va publicar, conjuntament amb Santiago Abascal, el llibre En defensa de España. Abascal en moltes ocasions ha reconegut el mestratge de Bueno, no tant per aportar concepcions noves (ja que serien les de sempre del nacionalisme espanyol més ultramuntà), sinó per la contundència i manca de complexos en la seva defensa.
El 2009, el PSOE acusà Bueno de "fer apologia de la violència de gènere", després que Bueno afirmàs en una conferència en contra de l'avortament que "a la ministra que separa raó de religió l'haurien de tirar per la finestra". En aquesta conferència afirmà, a més, que "la dona que reivindica el seu dret a avortar per no ser un contenidor ja té prou pena de tenir un cervell tan petitó". Bueno va rebre crítiques per les seves paraules i va ser acusat de "sexista" i "violent" en proferir comentaris en contra dels drets de les dones.

## Bueno, Catalunya i la idea d'imperi
Bueno parteix que els catalans (com la resta de pobles no castellans de l'estat) "mai han constituït una nació política". D'acord amb això, l'aparició del catalanisme, en el segle xix, va ser segons ell un fenomen de caràcter místic i segregador, fonamentat en una mentida històrica. Les reivindicacions catalanes serien, per ell, una veritable presa de pel, una estafa generada per les elits locals per ressentiment davant la lluita de classes generada pels obrers procedents d'Espanya. Bueno, a més, tenia la ferma convicció que el nacionalisme català contemporani havia estat impulsat per terceres potències interessades en debilitar Espanya com a nació. El pensament de Bueno el dugué a negar el dret a la normalització lingüística del català per implicar un atemptat en contra de la unitat nacional espanyola Si bé les posicions de Bueno són molt semblants a les de la tradició ultraconservadora i, en certa manera, a les d'adscripció autoritària, el que destaca en ell és el seu abrandament i la seva sòlida i intransigent negació dels drets (siguin personals o col·lectius) que es puguin contraposar a la missió històrica de l'imperi espanyol.

## Publicacions
- El papel de la filosofía en el conjunto del saber (1970)
- Etnología y utopía (1971)
- Ensayos materialistas (1972)
- Ensayo sobre las categorías de la economía política (1973)
- La metafísica presocrática (1975)
- La idea de ciencia desde la teoría del cierre categorial (1976)
- El animal divino (1985)
- Cuestiones cuodlibetales sobre Dios y la religión (1989)
- Materia (1990)
- Nosotros y ellos (1990)
- Primer ensayo sobre las categorías de las 'ciencias políticas' (1991)
- Teoría del cierre categorial (1993) [cinc volums publicats de quinze originalment previstos]
- ¿Qué es la filosofía? (1995)
- ¿Qué es la ciencia? (1995)
- El sentido de la vida. Seis lecturas de filosofía moral (1996)
- El mito de la cultura: ensayo de una teoría materialista de la cultura (1996)
- España frente a Europa (1999)
- Televisión: Apariencia y Verdad (2000)
- Telebasura y democracia (2002)
- El mito de la izquierda: las izquierdas y la derecha (2003)
- La vuelta a la caverna: terrorismo, guerra y globalización (2004)
- Panfleto contra la democracia realmente existente (2004)
- España no es un mito: claves para una defensa razonada (2005)
- El mito de la felicidad (2005)
- Zapatero y el pensamiento Alicia: un presidente en el país de las maravillas (2006)
- La fe del ateo (2007)
- El mito de la derecha (2008)
- El fundamentalismo democrático. La democracia española a examen (2010)
- Ensayo de una definición filosófica de la Idea de Deporte (2014)
- El Ego trascendental (2016)